# Jesse Williams (színművész)
Jesse Wesley Williams (Chicago, Illinois, 1981. augusztus 5. –) amerikai színész, rendező, producer és emberjogi aktivista. Legismertebb szerepe Jackson Avery alakítása az amerikai ABC csatorna Grace klinika című sorozatában. Játszott még továbbá a Brooklyn mélyén, a Ház az erdő mélyén és A komornyik című filmekben, továbbá a Quantic Dream 2018-ban kiadott Detroit: Become Human című játékában ő adta a hangját és mozgását Marcusnak, a játék egyik protagonistájának.
Chicagóban, Illinois államban született; anyja svéd, apja pedig afro-amerikai szeminol felmenőkkel. Két öccse van, mindketten a képzőművészetben tevékenykednek. A Temple Universityn végzett afro-amerikai tanulmányok illetve film és média szakirányokon. Hat évig tanított philadelphiai középiskolákban, többek között angolt.

## Karrier
2005-ben kezdett színészetet tanulni, amikor is az amerikai ABC televízió egyik tehetségkutató műsorának döntőjébe választották. 2006-ban szerepet kapott az Esküdt ellenségek egyik részében, majd pedig a Greek sorozat két részében. Ezt követően a Beyond the Break című sorozatban kapott nyolc epizódos, visszatérő szerepet. 2009-ben megkapta Jackson Avery szerepét a Grace Klinikában, amivel hírességre tett szert, sőt, 2010-ben megválasztottak a hatodik legszexisebb férfinak is.
Szerepelt később Edward Albee The American dream és The Sandbox című színpadi darabjaiban is a New York-i Cherry Lane színházban.
2009-ben szerepet kapott a Brooklyn mélyén, 2012-ben a Ház az erdő mélyén, 2013-ban pedig A komornyik című filmekben. 2016-ban a Stay Woke: The Black Lives Matter Movement című dokumentumfilm vezető producere és főszereplője lett, amely a Black Lives Matter mozgalom kialakulását dolgozza fel.
Esetenként modellkedik is: szerepelt már a Tommy Hilfiger egyik kampányában, feltünt továbbá Rihanna – Russian Roulette című videóklipjében. Jelenleg a Levi's farmergyár egyik reklámarca.
2018-ban a Quantic Dream által megjelent Detroit: Become Human játékban róla mintázták Marcust, a három protagonista egyikét. A motion capture technikának köszönhetően a karakter mozgását is ő adta.

### Aktivizmus
Vezető producere a Question Bridge: Black Males nevet viselő médiaprojektnek, amelynek célja a színesbőrű identitás és a demográfiai diverzitás bemutatása. Írt cikkeket a témában a CNN-nek és a The Huffington Postnak is. 2016 júniusában megnyerte a Black Entertainment Television által létrehozott BET-díjat. A díjátadón beszédet mondott a faji megkülönböztetésről, a rendőri brutalitásról és a fehér felsőbbrendűségről. Beszéde után aláírásgyűjtés kezdődött azért, hogy eltávolítsák őt a Grace klinikáról; illetve ezzel párhuzamosan a maradásáért is.

## Szerepei

### Mozifilmek
| Év   | Cím                                     | Szerep                   | Megjegyzés      |
| ---- | --------------------------------------- | ------------------------ | --------------- |
| 2008 | The Sisterhood of the Traveling Pants 2 | Leo                      |                 |
| 2009 | Brooklyn mélyén                         | Eddie Quinlain           |                 |
| 2010 | Dirty Dancing 3: Capoeira Nights        | Johnny                   | Rövidfilm       |
| 2012 | Ház az erdő mélyén                      | Holden McCrea            |                 |
| 2012 | Question Bridge: Black Males            |                          | Vezető producer |
| 2013 | A komornyik                             | James Lawson             |                 |
| 2013 | Snake and Mongoose                      | Don "The Snake" Prudomme |                 |
| 2013 | They Die by Dawn                        | John Taylor              |                 |
| 2016 | Money                                   | Sean                     |                 |
| 2017 | Band Aid                                | Skyler                   |                 |
| 2019 | Jacob's Ladder                          |                          | Utómunka        |
| 2019 | Random Acts of Violence                 | Todd Walkley             | Utómunka        |

### Sorozatok
| Év     | Cím                            | Szerep                             | Megjegyzés                         |
| ------ | ------------------------------ | ---------------------------------- | ---------------------------------- |
| 2006   | Law & Order                    | Kwame                              |                                    |
| 2006   | Beyond the Break               | Eric Medina                        |                                    |
| 2008   | Greek                          | Drew "The Hotness Monster" Collins |                                    |
| 2009   | The Washingtonienne            | Keya                               |                                    |
| 2009 – | A Grace klinika                | Dr. Jackson Avery                  |                                    |
| 2010   | Seattle Grace: Message of Hope | Dr. Jackson Avery                  |                                    |
| 2016   | The Eric Andre Show            | Önmaga                             | "Jesse Williams; Jillian Michaels" |
| 2018   | Most Expensivest               | Önmaga                             | "Lights Camera Action"             |

### Videóklipek
| Év   | Cím                            | Előadó      |
| ---- | ------------------------------ | ----------- |
| 2006 | When Your Heart Stops Beating" | +44         |
| 2009 | "Russian Roulette"             | Rihanna     |
| 2010 | "Fall in Love"                 | Estelle     |
| 2017 | "Tell Me You Love Me"          | Demi Lovato |

### Videojátékok
| Év   | Cím                   | Szerep | Megjegyzés        |
| ---- | --------------------- | ------ | ----------------- |
| 2018 | Detroit: Become Human | Markus | Motion capture is |

## További információ
- Jesse Williams a Facebookon
- Jesse Williams a PORT.hu-n (magyarul)
- Jesse Williams az Internetes Szinkronadatbázisban (magyarul)
- Jesse Williams az Internet Movie Database-ben (angolul)
- Jesse Williams a Rotten Tomatoeson (angolul)